# Резонвіль-Вйонвіль
Резонвіль-Вйонвіль (фр. Rezonville-Vionville) — муніципалітет у Франції, у регіоні Гранд-Ест, департамент Мозель. Резонвіль-Вйонвіль утворено 1 січня 2019 року шляхом злиття муніципалітетів Резонвіль i Вйонвіль. Адміністративним центром муніципалітету є Резонвіль. Населення — 495 осіб (01.01.2021).